# Лос-Вілос

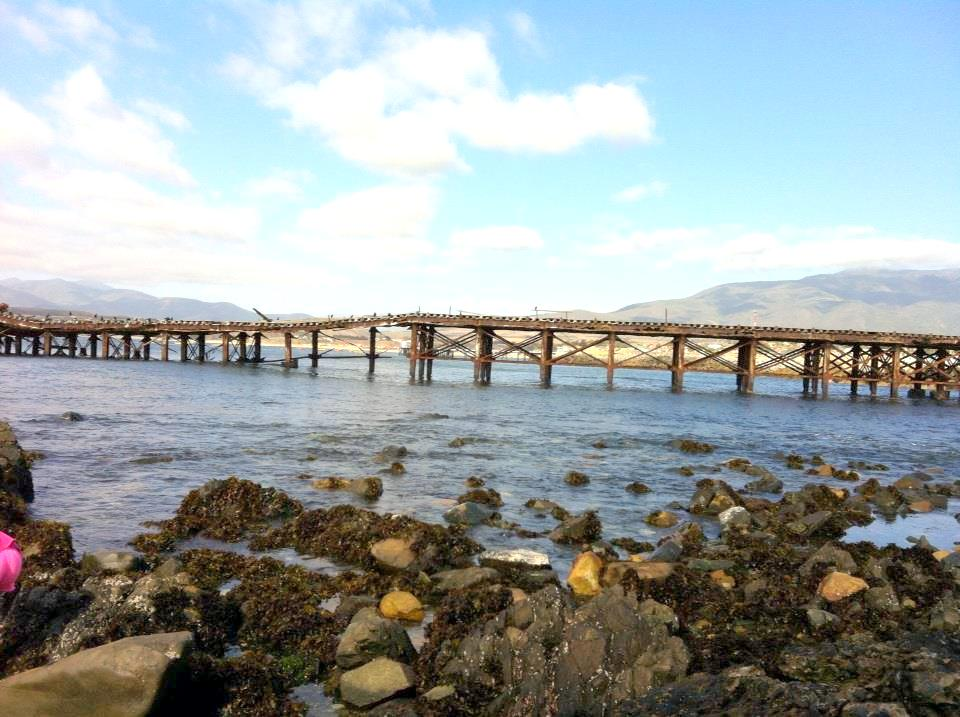
Причал Лос-Вілос

Лос-Вілос (ісп. Los Vilos) — місто в Чилі. Адміністративний центр однойменної комуни. Населення міста — 10 966 осіб (2002). Місто і комуна входить до складу провінції Чоапа і регіону Кокімбо.
Територія — 1823,8 км². Чисельність населення — 21 382 мешканця (2017). Щільність населення — 11,7 чол./км².

## Розташування
Місто розташоване за 226 км на південь від адміністративного центру області міста Ла-Серена.
Комуна межує:
- на півночі — з комуною Канела
- на північному сході — з комуною Ілляпель
- на сході — з комуною Саламанка
- на південному сході — з комуною Петорка
- на півдні — з комуною Ла-Лігуа
- на заході — Тихий океан